# Ustawa o nabywaniu nieruchomości przez cudzoziemców
Ustawa z dnia 24 marca 1920 r. o nabywaniu nieruchomości przez cudzoziemców – polska ustawa uchwalona przez Sejm Ustawodawczy, regulująca kwestie prawne związane z nabywaniem nieruchomości przez podmioty zagraniczne. Jest to aktualnie najstarsza obowiązująca polska ustawa.

## Zakres regulacji
Ustawa określa:
- warunki nabycia własności i użytkowania wieczystego nieruchomości przez cudzoziemca (w rozumieniu ustawy jest nim także zagraniczna osoba prawna albo jednostka organizacyjna nieposiadająca osobowości prawnej będąca spółką handlową[2][3].)
- zwolnienia od wymogu uzyskania zezwolenia na nabycie nieruchomości.

## Zezwolenie na nabycie
Zezwolenie na nabycie ma formę decyzji administracyjnej. Wydaje ją minister właściwy do spraw wewnętrznych. Nie można wydać zezwolenia, jeśli Minister Obrony Narodowej wniesie sprzeciw w formie postanowienia. Jeśli podmiot zagraniczny zamierza nabyć nieruchomość rolną, sprzeciw może zgłosić także minister właściwy do spraw rolnictwa. Zezwolenie jest ważne przez 2 lata, licząc od dnia wydania. Nabycie nieruchomości bez zezwolenia jest nieważne, co stwierdza sąd w procesie.

## Warunki uzyskania zezwolenia na nabycie
Podmiot zagraniczny ubiegający się o zezwolenie powinien wykazać więzi z Polską (np. posiadanie polskiej narodowości, zawarcie małżeństwa z obywatelem polskim). Przedstawia w tym odpowiednie dokumenty. Nabycie przez niego nieruchomości nie może zagrażać bezpieczeństwu państwa, porządkowi publicznemu i obronności.

## Wyjątki od obowiązku uzyskania zezwolenia na nabycie
Nie wymaga się zezwolenia do nabycia m.in.:
- samodzielnego lokalu mieszkalnego
- nieruchomości przez cudzoziemca mieszkającego w Polsce co najmniej 5 lat od udzielenia mu zezwolenia na pobyt stały lub zezwolenia na pobyt rezydenta długoterminowego Unii Europejskiej
- nieruchomości, które w wyniku nabycia stanowić będą wspólność ustawową małżonków przez cudzoziemca będącego małżonkiem obywatela polskiego i mieszkającego w Polsce co najmniej 2 lata od udzielenia mu zezwolenia na pobyt stały lub zezwolenia na pobyt rezydenta długoterminowego Unii Europejskiej
- nieruchomości przez cudzoziemca, jeżeli w dniu nabycia jest uprawniony do dziedziczenia ustawowego w rozumieniu prawa polskiego po zbywcy nieruchomości, a zbywca nieruchomości jest jej właścicielem lub wieczystym użytkownikiem co najmniej 5 lat
- nieruchomości przez obywateli lub przedsiębiorców państw Europejskiego Obszaru Gospodarczego i Szwajcarii[2].

W niektórych z powyższych przypadków może być jednak wymagane zezwolenie, jeżeli nieruchomość jest położona w strefie nadgranicznej lub ma charakter rolny.

## Nowelizacje
Ustawę znowelizowano wielokrotnie, w tym raz w dwudziestoleciu międzywojennym (nie licząc aktów prawnych rozciągających moc obowiązywania ustawy na kolejne terytoria m.in. w związku z przesuwaniem granic II Rzeczypospolitej). 
Pierwotnie uchwalony tytuł ustawy brzmiał ustawa o nabywaniu nieruchomości przez obcokrajowców, co zostało zmienione rozporządzeniem Prezydenta Ignacego Mościckiego, które weszło w życie dnia 10 grudnia 1932 r.
Pierwsza powojenna nowelizacja miała miejsce w roku 1988 w związku z przyjęciem ustawy o działalności gospodarczej z udziałem podmiotów zagranicznych. Późniejsze nowelizacje miały związek m.in. z dostosowywaniem polskiego prawa do przepisów Unii Europejskiej. Ostatnia zmiana weszła w życie w 2017 roku.